# Funzione theta di Ramanujan
In matematica, la funzione theta di Ramanujan generalizza la forma delle funzioni theta di Jacobi, mantenendo le loro proprietà generali. In particolare, il triplo prodotto di Jacobi fornisce una scomposizione della funzione theta di Ramanujan. La funzione prende il nome dal matematico indiano Srinivasa Ramanujan.

## Definizione
La funzione theta di Ramanujan è definita come
{\displaystyle f(a,b)=\sum _{n=-\infty }^{\infty }a^{n(n+1)/2}\;b^{n(n-1)/2}}
per {\displaystyle |ab|<1.} L'identità del triplo prodotto di Jacobi allora prende la forma
{\displaystyle f(a,b)=(-a;ab)_{\infty }\;(-b;ab)_{\infty }\;(ab;ab)_{\infty },}
ove l'espressione {\displaystyle (a;q)_{n}} denota il q-simbolo di Pochhammer. Fra le identità che seguono da questa vi sono
{\displaystyle f(q,q)=\sum _{n=-\infty }^{\infty }q^{n^{2}}={\frac {(-q;q^{2})_{\infty }(q^{2};q^{2})_{\infty }}{(-q^{2};q^{2})_{\infty }(q;q^{2})_{\infty }}},}
{\displaystyle f(q,q^{3})=\sum _{n=0}^{\infty }q^{n(n+1)/2}={\frac {(q^{2};q^{2})_{\infty }}{(q;q^{2})_{\infty }}}}
e
{\displaystyle f(-q,-q^{2})=\sum _{n=-\infty }^{\infty }(-1)^{n}q^{n(3n-1)/2}=(q;q)_{\infty }.}
Quest'ultima rappresenta la funzione di Eulero, che è strettamente collegata alla funzione eta di Dedekind.